# Das Outing
Das Outing (englisch The Puppy Episode ‚Die Welpen-Episode‘) ist eine Doppelepisode aus der vierten Staffel der US-amerikanischen Comedy-Fernsehserie Ellen. Darin outet sich die Hauptfigur Ellen Morgan, dargestellt von der Schauspielerin Ellen DeGeneres, als lesbisch. Die Folge wurde am 30. April 1997 durch das Network ABC erstausgestrahlt und hat einen realen Hintergrund, da es bereits vor der Ausstrahlung monatelange öffentliche Diskussionen über eine mögliche Homosexualität von DeGeneres gab. ABC hatte das Thema der Folge am 3. März 1997 bekanntgegeben; DeGeneres hatte am 14. April 1997 ihr Coming-out.
Die Doppelfolge wird als wichtiges Element der US-amerikanischen LGBT-Popkultur angesehen, da Ellen Morgan die erste lesbische Hauptfigur in einer US-Fernsehserie war. Trotz mitunter negativer Kritiken unmittelbar nach der Ausstrahlung wurde die mit zwei Emmys ausgezeichnete Folge infolgedessen vor allem in den Vereinigten Staaten zu einem kulturellen und gesellschaftlichen Phänomen.

## Handlung
Ellen bereitet sich auf eine Verabredung mit Richard vor, mit dem sie auf dem College befreundet war. Dieser ist als Reporter tätig und hält sich für Recherchearbeiten in der Stadt auf. Die beiden essen in einem Restaurant gemeinsam zu Abend und unterhalten sich über ihren Alltag, als Richards Vorgesetzte Susan an ihren Tisch kommt, um etwas mit ihrem Angestellten zu besprechen. Auf Ellens Einladung hin isst sie gemeinsam mit den beiden den Nachtisch, die beiden Frauen verstehen sich sofort sehr gut. Nach dem Essen begleitet Ellen Richard in sein Hotelzimmer. Als er aufdringlich wird, geht Ellen und trifft im Flur auf Susan. Susan bietet ihr an, sie auf ihr Zimmer zu begleiten, was Ellen annimmt. Die beiden unterhalten sich über den Abend, als Ellen Susan fragt, ob sie schon einmal eine Verabredung mit Richard hatte, antwortet diese, dass sie sich nicht mit Männern trifft. Auf Ellens Nachfrage erwähnt Susan, dass sie lesbisch ist und dachte, dass Ellen ebenfalls homosexuell wäre. Ellen ist von diesem Verdacht empört, bestreitet Susans Vermutung und versichert mehrmals, dass sie heterosexuell sei. Sie verlässt das Zimmer, geht zu Richard, küsst ihn heftig und möchte mit ihm schlafen.
Am nächsten Tag wollen Ellens Freunde Details über die Verabredung erfahren. Sie erzählt ihnen, dass sie und Richard großartigen Sex miteinander hatten. Allerdings beichtet sie später ihrer Therapeutin die Wahrheit: Sie konnte sich nicht zu Geschlechtsverkehr mit Richard durchringen. Als sie von ihrer Therapeutin gefragt wird, ob es bei einer ihrer vielen flüchtigen Bekanntschaften schon einmal „klick“ gemacht habe, antwortet Ellen mit dem Namen Susan.
Als Ellen von Richard erfährt, dass er die Stadt früher als geplant verlassen wird, macht sie sich sofort auf den Weg zum Flughafen. Dort trifft sie auf Susan und sagt ihr, dass ihr Verdacht korrekt war. Da Susan möchte, dass Ellen direkter ist, sagt diese ihr nach einigem Zögern, dass sie lesbisch ist. Die anderen Anwesenden bekommen das Geständnis mit, weil Ellen versehentlich in die PA-Anlage spricht. Susan ist über Ellens Offenheit erfreut und teilt ihr mit, dass sie im Gegensatz zu Richard noch ein paar Tage in der Stadt verbringen wird.
Die zweite Hälfte der Folge beginnt mit einem Traum Ellens. Sie kauft ein und wird im Supermarkt seltsam behandelt: Sie bekommt einen speziellen Rabatt auf Wassermelonen, ihre Sexualität wird den anderen Kunden per Durchsage mitgeteilt, und sie sieht eine Warteschlange für homosexuellen Frauen, die durch ein pinkfarbenes Dreieck mit der Aufschrift „10 lesbians or less“ gekennzeichnet ist. Als sie dies mit ihrer Therapeutin bespricht, gibt Ellen zu, dass sie Variationen des Traums öfter hat. Daher kommt die Therapeutin zu dem Schluss, dass Ellen ihre wahre Sexualität nicht mehr unterdrücken darf, und rät ihr zu einem Coming-out gegenüber ihren Freunden. Ellen vertraut sich zunächst ihrem offen schwulen Nachbarn Peter an, der ihr Mut machen möchte und erzählt, dass seine Eltern nach seinem Coming-out im Vorschulalter zunächst nicht mit ihm einverstanden waren, ihn nach einer Weile aber voll und ganz unterstützt haben. Als Ellens Freunde kommen und sie sich ziert, ihnen die Wahrheit zu sagen, outet Peter sie schließlich versehentlich. Ihr Freundeskreis reagiert äußerst positiv auf Ellens Geständnis, bis auf Paige, die mit dieser neuen Erkenntnis über ihre beste Freundin Schwierigkeiten zu haben scheint.
Bald darauf bekommt Ellen in ihrer Buchhandlung Besuch von Susan. Sie sagt Ellen, dass sie etwas für sie empfindet, allerdings möchte sie sich nicht von der Frau trennen, mit der sie seit vielen Jahren in einer Beziehung lebt. Susan reist schließlich ab, was Ellen traurig stimmt. Um sie aufzumuntern, besuchen Ellens Freunde mit ihr ein Lesben-Café, dort verschlechtert sich Ellens Laune, da eine Kellnerin nicht mit ihr, sondern mit Paige flirtet.
Im Abspann unterschreibt Ellen einen Vertrag, woraufhin Melissa Etheridge Susan einen Toaster überreicht, da sie erfolgreich eine Frau „rekrutiert“ hat.

## Produktion
| Figur                           | Darsteller            | Deutscher Sprecher |
| ------------------------------- | --------------------- | ------------------ |
| Ellen Morgan                    | Ellen DeGeneres       | Claudia Lehmann    |
| Paige Clark                     | Joely Fisher          | Ranja Bonalana     |
| Joe Farrell                     | David Anthony Higgins | Andreas Fröhlich   |
| Audrey Penney                   | Clea Lewis            | Katharina Gräfe    |
| Spence Kovak                    | Jeremy Piven          | Uwe Büschken       |
| Peter Barnes                    | Patrick Bristow       | Santiago Ziesmer   |
| Gastauftritte                   |                       |                    |
| Richard                         | Steven Eckholdt       |                    |
| Susan                           | Laura Dern            |                    |
| Therapeutin                     | Oprah Winfrey         | Martina Treger     |
| Mitarbeiter im Supermarkt       | Billy Bob Thornton    | Elmar Gutmann      |
| Kundin im Supermarkt            | Jenny Shimizu         |                    |
| Kassiererin / Sängerin / Janine | k.d. lang             |                    |
| Mitarbeiterin im Supermarkt     | Demi Moore            | Sabine Walkenbach  |
| Kassiererin                     | Gina Gershon          | Sabine Walkenbach  |
| attraktive Frau                 | Jorja Fox             |                    |
| Einpacker im Supermarkt         | Dwight Yoakam         |                    |
| Barrett                         | Jack Plotnick         |                    |
| Frau im Café                    | Leisha Hailey         |                    |
| Frau im Café                    | Kathy Najimy          |                    |
| Melissa Etheridge               |                       |                    |

### Vorgeschichte
Bereits zum Ende der dritten Staffel äußerten mehrere Executive Producer der Serie gegenüber dem Autorenstab ihr Missfallen darüber, dass die Hauptfigur Ellen Morgan, anders als in damaligen Sitcoms üblich, keine längeren Beziehungen und nur selten Verabredungen hatte. Michael Eisner, zu dem Zeitpunkt Chief Executive Officer von Disney, dem ABC-Mutterunternehmen, schlug den Drehbuchautoren vor, dass Ellen, wenn es schon keinen Mann in ihrem Leben gäbe, sich doch wenigstens einen Welpen (engl. puppy) kaufen könnte. Mark Driscoll, einer der Autoren und Produzenten der Episode, kommentierte später gegenüber der Schriftstellerin Kathleen Tracy, die im Jahr 2005 ein Sachbuch über DeGeneres veröffentlichte, dass die Begeisterung der Verantwortlichen über diesen Vorschlag ein Anhaltspunkt dafür war, wie sehr der Serie etwas Markantes fehlte.
DeGeneres nahm dies zum Anlass, Autoren und Produzenten der Serie im Mai 1996 zu sich nach Hause einzuladen. Dort eröffnete sie den Anwesenden, dass sie sich bald in der Öffentlichkeit outen wolle und aus diesem Anlass ihre Serienfigur ebenfalls ihr Coming-out haben sollte. Zwar wussten sowohl ihre Familienmitglieder als auch viele Autoren der Sitcom von ihrer sexuellen Orientierung, die DeGeneres stets als rein privat betrachtet hatte. Allerdings entschloss sie sich, wie sie es kurz vor der Ausstrahlung der Episode in einem Interview mit Diane Sawyer schilderte, nach den Worten der Verantwortlichen dazu, mit ihrer Homosexualität offen umzugehen, da sie sich nicht mehr „verstecken“ und mit sich selbst „im Reinen“ sein wollte. Zudem war sie davon überzeugt, dass die Zuschauer nun bereit wären, eine homosexuelle Hauptfigur zu akzeptieren, was einige Jahre davor wahrscheinlich nicht der Fall gewesen wäre. Außerdem sei der Wunsch der Produzenten nach einer Beziehung für Ellen Morgan nur durch ein Coming-out der Figur möglich gewesen.
Im Sommer desselben Jahres baten DeGeneres (die die Idee zur Folge hatte) und die Autoren ABC erstmals darum, eine Episode produzieren zu dürfen, in der die Hauptfigur Ellen Morgan sich als homosexuell outet. Die Muttergesellschaft Disney wurde ebenfalls von diesem Vorhaben unterrichtet, da ABC einige Jahre vorher mit dem Thema Homosexualität eine negative Erfahrung gemacht hatte. Im Jahr 1989 hatten ABC und somit auch Disney Geld (nach einigen Quellen bis zu einer Million US-Dollar) verloren, da in einer Folge der ABC-Serie Die besten Jahre ein gleichgeschlechtliches Paar zu sehen war und sich mehrere Sponsoren weigerten, die Serie weiterhin zu finanzieren. Deshalb wollte sich ABC bereits vor einer möglichen Ausstrahlung die Zustimmung des Mutterunternehmens sichern.

### Eigentliche Produktion
Sowohl Disney als auch ABC genehmigten schließlich nach mehreren Monaten die Produktion einer Episode über das Coming-out der Hauptfigur. Allerdings wurde der erste Drehbuchentwurf der Folge abgelehnt, da er laut Dean Valentine, einem Verantwortlichen von Disney, nicht weit genug ging. Gil Junger, der Episodenregisseur, berichtete später, dass den Autoren ab diesem Zeitpunkt eine relativ große künstlerische Freiheit beim Schreiben der Folge zugesprochen wurde. Jonathan Stark, einer der Episoden-Autoren, wählte als Anspielung auf Eisners Vorschlag The Puppy Episode als Titel für die Folge.
Nachdem der finale Drehbuchentwurf von Disney bewilligt wurde, gab ABC am 3. März 1997 in einer Stellungnahme öffentlich bekannt, dass Ellen Morgan in Kürze ihr Coming-out haben wird. Vier Tage später, am 7. März 1997, starteten die Dreharbeiten.

### Schreibprozess
Sylvia Green, die von der vierten bis fünften Staffel an der Produktion der Serie beteiligt war, schilderte in einem Artikel der Huffpost aus dem Jahr 2017 den inhaltlichen Aufbau der Folge. Da die Zuschauer mit Ellen Morgan Mitgefühl haben und ihrem Selbstfindungsprozess mit Spannung folgen sollten, entschieden sich die Autoren dazu, die Figur nicht sofort erkennen zu lassen, dass sie eigentlich homosexuell ist. Stattdessen sollte Susan, die von Gastdarstellerin Laura Dern verkörperte Figur, der Auslöser für Ellen Morgans Selbstkenntnis sein. Deswegen wurde auch der Charakter Richard in die Episode mit eingebaut, da die Zuschauer nicht denken sollten, dass Ellen Morgan nur deshalb lesbisch ist, weil sie keinen Mann findet. Zudem wollten Verantwortliche von Disney, dass genau dargestellt wird, warum die Figur nicht schon früher zu ihrer sexuellen Neigung stand, sondern diese unterdrückte. Laut Green zeigte DeGeneres den Autoren der Folge von ihr selbst verfasste, handgeschriebene Dialoge, die Ellen Morgans Angst vor Reaktionen ihres Umfelds auf ihr Outing zum Thema hatten. Diese Dialoge wurden von dem Autorenstab in den Therapie- sowie Flughafenszenen verwendet. Zudem sei es DeGeneres’ Idee gewesen, ihre Figur aus Versehen in die PA-Anlage sprechen zu lassen und somit den gesamten Flughafen über ihre Homosexualität zu informieren. Neben den vier Hauptautoren, die das Drehbuch verfassten, hätten zehn weitere Mitarbeiter sowie DeGeneres’ Bruder Vance Ideen für das Skript eingebracht. Zwei dieser Beteiligten, Ellen Idelson und Rob Lotterstein, hätten ohne Aufforderung oder Rücksprache mit den anderen Autoren eine neue Eröffnungssequenz verfasst, die schließlich in der Endfassung auch verwendet wurde. Laut Green wurden die Szenen mit DeGeneres und Dern mehrmals umgeschrieben, die Ähnlichkeit der beiden Figuren wurde besonders betont, um Ellen Morgans Leugnung ihrer offensichtlichen Homosexualität im Hotelzimmer noch komischer darzustellen.  Zudem wurde nach einem Vorschlag von der Episodenautorin und Produzentin Dava Savel eine Szene so verändert, dass die von Oprah Winfrey dargestellte Therapeutin  Ellen Morgan versichert, ihre Homosexualität sei vollkommen in Ordnung. DeGeneres bat ihren Schauspielkollegen Patrick Bristow, der den homosexuellen Nachbarn Peter der Hauptfigur darstellte, Erfahrungen mit seinem eigenen Coming-out in jungen Jahren zu schildern, was als Inspiration für ein Gespräch zwischen den beiden Figuren vor Ellen Morgans Outing diente. Für die Schlussszene, in der die Hauptfigur mit ihren Freunden in einem lesbischen Café sitzt, wurden ausschließlich lesbische Statistinnen besetzt, hauptsächlich Angehörige oder Bekannte des Mitarbeiterstabs. DeGeneres kommentierte gegenüber den Autoren, sie wolle den Zuschauern so verdeutlichen, dass nicht alle lesbischen Frauen dem maskulinen Stereotyp entsprechen. Green hatte die Idee für den in der Inhaltsangabe beschriebenen „Toaster-Gag“, da sie ein großer Fan von Melissa Etheridge gewesen sei und ihr einen Auftritt in der Episode ermöglichen wollte. 

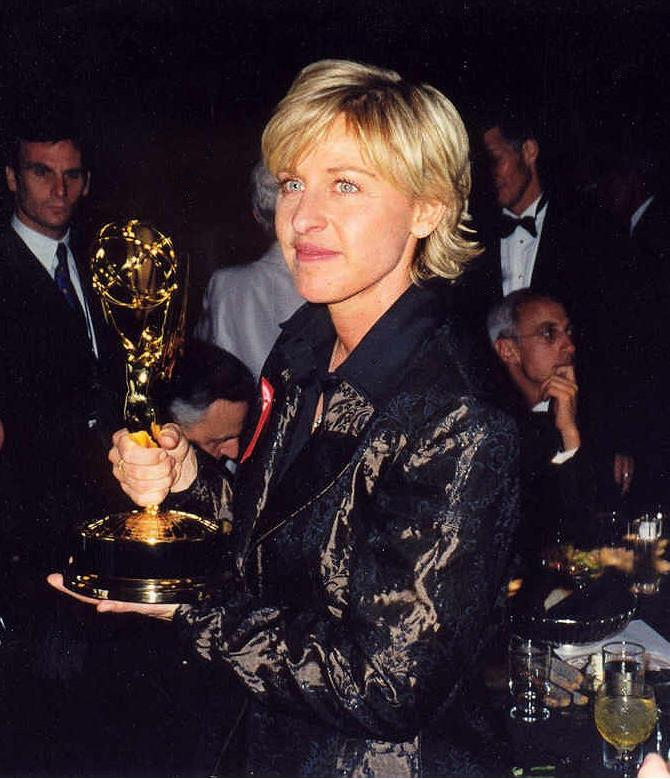
DeGeneres (hier bei der Emmy-Verleihung 1997 zu sehen) versteckte vor Das Outing in mehreren Episoden Anspielungen auf das bevorstehende Coming-out und zog zugleich Parallelen zu ihrem persönlichen Coming-out.

### Hinweise und Anspielungen von DeGeneres
DeGeneres, die nicht nur Hauptdarstellerin, sondern oft auch Mitglied des Autorenstabs war, platzierte in einigen Folgen der vierten Staffel Hinweise auf das bevorstehende Coming-out. Beispielsweise tritt ihre Figur in einer Folge aus einem Schrank heraus (eine Anspielung auf das englische Coming out of the closet, eine umgangssprachliche Bezeichnung für ein Coming-out). Außerdem behauptete sie, ihre Figur wäre Libanesin (engl. lebanese, was in der amerikanischen Popkultur oft scherzhaft mit lesbian verwechselt wird) oder dass es einen neuen Charakter namens „Les Bian“ geben werde. Zudem küsste sie im wahren Leben Anfang 1997 im Los Angeles Gay and Lesbian Center die offen lesbische Sängerin k.d. lang (die einen Gastauftritt in Das Outing hatte), als sie dieser einen Preis überreichte. Am 14. April 1997 hatte DeGeneres ihr Coming-out im Nachrichtenmagazin Time, auf dessen Cover ein Foto von ihr selbst und die Worte „Yep, I’m Gay“ zu sehen waren. Das Magazin hatte den Redakteur Bruce Handy damit beauftragt, vor der eigentlichen Premiere der Folge einen Leitartikel über DeGeneres zu erstellen und sie zu interviewen, um noch vor der Ausstrahlung die Öffentlichkeit endgültig darüber aufzuklären, ob sie selbst oder lediglich ihre Figur Ellen Morgan lesbisch ist.
In der Episode selbst wird ebenfalls auf diese Hinweise auf das bevorstehende Coming-out und das dadurch verursachte Medienecho angespielt. Unter anderem sagen ihre Freunde zu ihr, sie solle aufhören sich zu verstecken und endlich rauskommen (im Originalton “Yeah, quit jerking us around and come out already!”). Zudem prognostiziert ihre Therapeutin, dass sie, wenn sie sich nicht outet, immer häufiger Träume haben wird, die sie auch begleiten werden, wenn sie wach ist und schließlich irgendwann nerven (im Originalton “If you keep this to yourself, you’re just gonna continue to have these dreams, and then it’s going to start showing up in your waking life, and these little clues, they get more and more obvious and eventually tiresome”). Außerdem könne sie ihre Angst vor einem Coming-out nicht auf die Medien schieben.

## Veröffentlichung
Als die Folge am 30. April 1997 in den USA erstmals ausgestrahlt wurde, wurde sie von 42 Millionen Zuschauern gesehen und war damit die Episode der Serie mit den bis dahin höchsten Einschaltquoten. Im Studiopublikum, vor dem die Folge live aufgezeichnet wurde, befanden sich mehrere Prominente, unter anderem die Sänger George Michael, Tracy Chapman und Macy Gray.
In Deutschland wurde Das Outing wie die restlichen Folgen der vierten Staffel auf RTL erstausgestrahlt. Anders als in den Vereinigten Staaten war die Doppelepisode an zwei verschiedenen Tagen, nämlich am 28. und 29. April 1998, das erste Mal zu sehen. In Österreich wurde die Folge erstmals am 11. Januar 2000 auf ORF eins ausgestrahlt.
Am 26. September 2006 wurde die gesamte vierte Staffel der Serie und somit auch Das Outing von A+E Networks auf DVD veröffentlicht, allerdings sind alle Episoden nur im englischen Originalton abspielbar. Am 11. Oktober 2017 stellte der Streamingdienst Hulu die gesamte Serie anlässlich des Coming Out Day zur Verfügung.

## Rezeption

### Öffentliche Reaktionen vor der geplanten Ausstrahlung

#### Positiv
Bereits im September 1996 waren Informationen über die Verhandlungen an die Öffentlichkeit gelangt, die sich daraufhin fragte, ob Ellen Morgan, Ellen DeGeneres oder beide ihr Coming-out haben würden. Die Gay and Lesbian Alliance Against Defamation startete die Kampagne „Let Ellen Out!“ sowie eine Website „Ellen Watch“, als sie von den angeblichen Verhandlungen erfuhr.
Kurz nach der Ankündigung der Episode bekam der Sender etliche Anfragen von Prominenten, die in der entsprechenden Folge in einem Gastauftritt mitspielen wollten. Laut Mark Driscoll, einem der Autoren und Produzenten der Episode, rührte dieser Wunsch daher, dass die Betroffenen von der Geschichtsträchtigkeit der Folge überzeugt waren, vor allem, nachdem Oprah Winfrey sich bereit erklärt hatte, an der Episode mitzuwirken. Dava Savel, eine Produzentin der Serie und Autorin der Folge, erinnerte sich später, dass aufgrund der hohen Anzahl an Nachfragen nicht alle Personen, die um einen Gastauftritt baten, auch einen bekamen. So wurden unter anderem Cameos von Woody Harrelson und Mick Jagger abgelehnt, da im Drehbuch schlichtweg „kein Platz mehr“ vorhanden gewesen sei. Eine Gastrolle von Greg Louganis, einem offen homosexuellen Wasserspringer, scheiterte aufgrund anderweitiger Verpflichtungen des Sportlers.

#### Negativ
Allerdings gab es nach der Ankündigung von ABC auch negative Reaktionen auf die geplante Episode. Mark Driscoll wurde von einem Unbekannten angerufen, der ihm sagte, er käme in die Hölle. ABC erhielt mehrere Bombendrohungen und DeGeneres wurde auf ihrem Weg zur Arbeit von einem „verdächtigen“ Fahrzeug verfolgt. Zudem spekulierten einige Mitglieder der Unterhaltungsindustrie, dass das vermeintliche Coming-out lediglich ein Trick der Produzenten war, um die Quoten zu steigern. Ellen DeGeneres äußerte sich zu diesen Spekulationen erst im Jahr 2005, also acht Jahre später, gegenüber Kathleen Tracy mit den Worten „Ich habe es nur für mich getan, da ich egoistisch bin und der Meinung war, dass die Show dringend einen Standpunkt brauchte“.
Rechts-konservative Gruppierungen wie die American Family Association übten vor der eigentlichen Premiere von Das Outing Druck auf ABC aus und forderten den Sender auf, die Folge nicht ausstrahlen, dieser kam der Forderung nicht nach. J. C. Penney und Chrysler, die die Serie gelegentlich sponserten, kauften für die Episode keine Werbezeit, weitere Sponsoren, unter anderem die Fastfood-Kette Wendy’s, kündigten an, die Sendung gar nicht mehr zu finanzieren. Trotz des Verlustes der Sponsoren lehnte ABC zwei LGBT-freundliche Geldgeber ab, die Human Rights Campaign und Olivia Cruises, einen Reiseveranstalter für lesbische Frauen.
Jerry Falwell, ein in den Vereinigten Staaten bekannter konservativer Prediger, nannte die Hauptdarstellerin DeGeneres einen Tag nach ihrem öffentlichen Coming-out „Ellen DeGenerate“, diese erwiderte, sie höre das seit der vierten Klasse und sei froh, ihm Arbeit verschafft zu haben.

### Reaktionen am Tag der Ausstrahlung

#### Positiv
Die Gay and Lesbian Alliance Against Defamation organisierte am Tag der US-Erstausstrahlung im ganzen Land Partys mit dem Motto „Come Out With Ellen“, während die Human Rights Campaign Boxen mit dem Label „Ellen Coming Out House Party“ erstellte. Diese beinhalteten Party-Einladungen und -Poster sowie ein Quiz-Brettspiel mit Fragen zu DeGeneres. Von diesen Boxen wurden 300 Stück produziert, aufgrund der großen Nachfragen allerdings letztlich 3000 verkauft.
Ray Richmond schrieb in Variety, dass die Folge aufgrund der monatelangen Berichterstattung in den Medien schlussendlich eine „süßliche Enttäuschung“ hätte werden können. Allerdings sei es den Autoren der Folge zu verdanken, dass die Episode, im Gegensatz zu vielen Sitcom-Folgen, die ernstere Themen behandeln, weder schwerfällig noch langatmig, sondern die lustigste und berührendste Episode der gesamten Serie sei. Ferner lobte er den Folgenregisseur Gil Junger und die Produzenten, da sie es vermieden, den Zuschauer „missionieren“ zu wollen und sich auch nicht irgendwelcher politischer Soapboxes bedienten. Lobenswert sei auch die Tatsache, dass die Episode weder die religiöse Rechte kritisiere noch Homosexualität als populären Lebensstil darstelle, der von so vielen Personen wie möglich gepflegt werden sollte. Die Autoren, der Regisseur und die Produzenten hätten somit die richtige Entscheidung getroffen, da es für eine Sitcom-Folge mit einem ernsten Hintergrund das Beste sei, das betreffende Thema nicht allzu ernsthaftig zu behandeln. Jedoch behauptete Richmond, dass es etwas enttäuschend sei, wenn ABC eine Privatangelegenheit wie die Sexualität der Hauptdarstellerin zur Quotensteigerung nutze. Zudem könnte manchen Zuschauern die Tatsache missfallen, dass sich Ellen und Susan bis auf eine Umarmung körperlich nicht näher kommen. Auch sei es unglaubwürdig, dass eine 35-Jährige plötzlich ihre wahre Sexualität erahnt, nur weil sie eine kurze Unterhaltung mit Laura Dern geführt hat. Trotzdem sei Das Outing eine wichtige Episode und DeGeneres’ Mut bemerkenswert.
Im Vereinigten Königreich stieß die Folge ebenfalls auf eine relativ positive Resonanz und sicherte Channel 4, dem ausstrahlenden Sender, sehr gute Einschaltquoten. Um diesen Erfolg zu feiern, finanzierten der Kanal und Graham Norton, ein offen homosexueller Moderator, DeGeneres und ihrer Familie einen Flug nach London, wo für sie eine Feier abgehalten wurde. Channel 4 widmete am Tag der Ausstrahlung der LGBT-Gemeinschaft zudem einen ganzen Themenabend, der Coming Out Night genannt wurde. DeGeneres bedankte sich bei den GLAAD Media Awards im Jahr 1999 öffentlich bei Norton und Channel 4 für die Feier, da es ihr viel bedeute, die bedingungslose Unterstützung eines Senders zu erhalten.

#### Negativ
WBMA-LP, ein ABC-Affiliate aus Birmingham in Alabama, verlangte, dass die Folge nicht zur Hauptsendezeit ausgestrahlt, sondern auf einen nächtlichen Sendeplatz verlegt werden soll. Als ABC dies ablehnte, weigerte sich WBMA-LP, die Episode auszustrahlen. Eine lokale LGBT-Organisation, die Pride Birmingham, mietete schließlich ein 5000 Sitzplätze umfassendes Kino, in dem die Episode am 30. April 1997 per Satellitenübertragung von ungefähr 1000 Personen angesehen wurde. In der Stadt Abilene wurde der texanische Affiliate von ABC, KTXS-TV, per Petition von einigen Bürgern ebenfalls aufgefordert, die Folge nicht zu senden, diese Petition war allerdings letztlich erfolglos.
DeGeneres selbst war am Tag der Ausstrahlung mit ihrer damaligen Lebensgefährtin Anne Heche zu Gast in der Oprah Winfrey Show und bekam dort von Studiogästen sowohl Zuspruch als auch homophobe Kritik zu hören.

### Rezeption nach der Ausstrahlung
Die Episode wurde von LGBT-Organisationen vielfach gelobt, laut GLAAD ebnete sie den Weg für Serien, die sich explizit mit dem Thema Homosexualität befassen, unter anderem Will & Grace, The L Word – Wenn Frauen Frauen lieben und Ugly Betty. Zudem wurde von GLAAD die These aufgestellt, dass Serien wie Ellen dabei helfen, die gesellschaftlichen Vorurteile gegenüber Menschen, die sich als LGBT identifizieren, schrittweise zu beseitigen.
Daniel D’Addario schrieb in der Time, dass Ellen, wie in der Episode mehrmals betont wird, auch nach ihrem Coming-out normal bleibt und die Folge auch deshalb ihrer Zeit weit voraus war, da Ellen DeGeneres gegenwärtig „das wahrscheinlich perfekteste Beispiel für die amerikanische Vorstellung von Normalität“ sei. Laut D’Addario habe DeGeneres’ Coming-out in der Serie einen Wandel eingeleitet, da es direkt und undramatisch gewesen sei und daher einen neuen Ton für private Outings angab. Zudem hätten nach DeGeneres’ persönlicher Ankündigung darauffolgende Coming-outs von Prominenten nicht mehr so angespannt gewirkt. D’Addario bemerkte zudem, dass Ellen Morgans anfängliche Schwierigkeiten mit ihrer neuen Selbstkenntnis nachvollziehbar für diejenigen seien, deren Coming-out prekär und mühsam war. D’Addario kam letztlich zu dem Schluss, dass Das Outing im Jahr 2017 einen Einblick in das Leben einer Person gewährt, die ihre innere Unsicherheit offen darlegt und auf eine Art und Weise nach den richtigen Worten sucht, die aufrichtiger sei als vieles andere, was im Fernsehen zu sehen ist, weswegen es gut wäre, wenn ähnliche Figuren öfter in Fernsehserien vorkommen würden.
Jaime Domínguez, ein Redakteur der spanischen Website Fotogramas, würdigte Das Outing als Meilenstein der amerikanischen LGBT-Bewegung. Er hob dabei vor allem die erfolgreiche Medienkampagne vor der Ausstrahlung hervor, aufgrund der die Folge sehr hohe Zuschauerzahlen gehabt hätte. Zudem hätte DeGeneres’ Coming-out einen großen Einfluss auf US-amerikanische Fernsehserien gehabt, da vorher LGBT-Charaktere in diesen äußerst selten vorkamen. Mit der Ausstrahlung der Episode sei die seit Anfang der 1990er Jahre geführte Debatte über die Notwendigkeit von LGBT-Sichtbarkeit in der Popkultur beendet worden. Domínguez behauptete, anhand von aktuellen Serien wie Sense8 und Transparent ließe sich erkennen, dass die Darstellung von nicht-heterosexuellen Charakteren im Fernsehen mittlerweile zur Normalität gehöre, weswegen sich auch die öffentliche Akzeptanz gegenüber anderen Sexualitäten als der Heterosexualität vergrößert habe, obgleich viele dieser Figuren aufgrund ihres stereotypen Verhaltens umstritten seien. Ferner lobte er DeGeneres, da sie es mit viel Humor geschafft habe, eine große Anzahl von Menschen anzusprechen, weswegen sie heutzutage als „Ikone“ gelte.
Tessa Ham schrieb in einem Artikel auf der niederländischen Internetseite Ondertussen, dass Das Outing zwar nicht der einzige Grund für die immer größer werdende Toleranz gegenüber LGBT-Personen gewesen sei, da im Laufe der Jahre ein kultureller Wandel stattgefunden hätte und es immer mehr politische Aktivisten gäbe, die sich für sexuelle Minderheiten einsetzen. Allerdings ermöglichte es DeGeneres laut Ham durch ihr Coming-out in der Episode, mit dem Thema Homosexualität offener umzugehen. Ham berief sich dabei auf eine Umfrage in den Vereinigten Staaten, bei der die Probanden Programme aufzählen sollten, die ihre Meinung über LGBT-Personen zum Positiven geändert haben. DeGeneres’ Talkshow wurde vor Modern Family und The Fosters am häufigsten genannt. Ham lobte die Tatsache, dass immer mehr LGBT-Charaktere in bedeutenden Rollen in Fernsehserien vorkommen und erwähnte unter anderem How to Get Away with Murder und Orphan Black, kritisierte zugleich aber die Tatsache, dass in vielen Filmen und Fernsehserien schwule Männer lediglich eingesetzt werden, um die Zuschauer durch klischeehaftes Benehmen zu belustigen. Zudem würden lesbische Figuren viel seltener vorkommen und oftmals als Sexobjekt dienen. Auch deshalb sei DeGeneres’ heutige Medienpräsenz so wichtig, da ihr entspannter Umgang mit ihrer eigenen sexuellen Neigung und ihr sympathisches Verhalten zur Normalisierung von Homosexualität beitrage.
Laut Daniel Fienberg von The Hollywood Reporter sind zwar einige Details der Folge nicht mehr wirklich zeitgemäß, beispielsweise die Anspielungen auf Sling Blade – Auf Messers Schneide, Jerry Maguire – Spiel des Lebens und Bound – Gefesselt sowie die Cameo-Auftritte von Billy Bob Thornton und Dwight Yoakam. Zudem erwähnte Fienberg, dass in der heutigen Zeit bestimmte Gruppierungen immer noch gegen homosexuelle Figuren protestieren würden, außerdem hätten Fernsehserien mit einer nicht-heterosexuellen Hauptfigur Schwierigkeiten, den Markt wirklich zu erobern, was sich am Beispiel von The Real O’Neals erkennen ließe. Dies ändere aber nichts an der Tatsache, dass der Inhalt der Episode selbst zeitlos und die Folge großartig sei. Fienberg lobte dabei die realistische Darstellung einer Frau, die sich erst allmählich ihrer wahren Sexualität bewusst wird, die Darsteller, insbesondere DeGeneres, Winfrey und Dern sowie die Drehbuchautoren, deren Sätze er nach über 15 Jahren noch im Gedächtnis hätte. Daher sei die Episode auch im Jahr 2017 lustig und in ihrer Botschaft kraftvoll.
In einem Artikel im Guardian schrieb Rebecca Nicholson, dass Das Outing zwar eine große Rolle dabei spielte, LGBT-Personen im Fernsehen sichtbar zu machen, und nannte in dem Zusammenhang mehrere erfolgreiche Serien, die nach Ellen kreiert wurden und in denen es explizit um LGBT-Themen geht, unter anderem Queer as Folk und RuPaul’s Drag Race. Allerdings bemerkte Nicholson, dass, obwohl nicht-heterosexuelle Figuren in vielen bei Zuschauern beliebten Programmen wie beispielsweise Game of Thrones und The Walking Dead durchaus in Nebenrollen vorkommen, in der großen Mehrheit der Fernsehserien heterosexuelle Hauptfiguren zu sehen sind. Allerdings seien Streaming-Serien in diesem Punkt fortschrittlicher, da in einigen von ihnen die Sexualität von Hauptcharakteren offen behandelt wird, Nicholson nannte als bekannteste Beispiele The Handmaid’s Tale – Der Report der Magd und Orange Is the New Black. Nicholson schloss ihren Artikel mit den Worten, dass sich seit Das Outing bezüglich LGBT-Repräsentation in Serien vieles zum Besseren geändert hat, sich allerdings auch noch mehr ändern könnte.

### Auszeichnungen
Am 14. September 1997 erhielten die Autoren und Ellen DeGeneres einen Emmy in der Kategorie Bestes Drehbuch einer Comedyserie, zudem wurde Kris Trexler in der Kategorie Bester Schnitt einer Multikamera-Serie ausgezeichnet. Der Episodenregisseur Gil Junger und Laura Dern wurden zudem in den Sparten Beste Regie einer Comedyserie und Beste Gastdarstellerin in einer Comedyserie nominiert.
Junger wurde am 7. März 1998 für einen Directors Guild of America Award in der Kategorie Beste Regie einer Comedyserie nominiert. Das Autorenteam der Episode wurde für einen Writers Guild of America Award in der Kategorie Bestes Drehbuch einer Comedyserie nominiert. In beiden Fällen musste man sich Episoden der Sitcom Seinfeld geschlagen geben.
Im selben Jahr erhielt DeGeneres bei den GLAAD Media Awards den Stephen F. Kolzak Award. Dieser Sonderpreis wird an LGBT-Personen des öffentlichen Lebens verliehen, die sich gegen Homophobie in der Unterhaltungsindustrie einsetzen. Ferner wurde ABC für die Produktion der Folge mit einem Peabody Award in der Kategorie Area of Excellence ausgezeichnet. Als Begründung wurden die „außergewöhnlichen“ Leistungen der Darsteller, Produzenten und Autoren genannt. Die Folge sei zugleich „urkomisch und aufrichtig“, die Schauspieler „exzellent“, die Aufdeckung von Ellen Morgans Geheimnis „einfallsreich, originell und liebenswert“. Für „mutige und clevere Comedy mit historischer Bedeutung“ verleihe man daher der Folge den Preis.
Im TV Guide belegte Das Outing im Jahr 2009 unter den besten 100 Fernsehepisoden aller Zeiten den 46. Platz.

## Zukunft der Serie und der Beteiligten

### Warnhinweise der fünften Staffel
ABC entschied sich dazu, die Folgen der fünften Staffel mit dem Hinweis auszustrahlen, dass manche Inhalte der Serie für jüngere Kinder ungeeignet sein könnten. In den vorherigen Staffeln war diese Warnung nicht zu sehen. DeGeneres reagierte verärgert auf die Änderung, in einem Interview mit Entertainment Weekly verglich sie den Hinweis mit den „Durchsagen, die man in einem Atomkraftwerk hört“. Daher hätte sich dieser Hinweis negativ auf die Zuschauerzahlen ausgewirkt. Ferner verwies sie auf Drew Carey Show und Chaos City. In diesen ABC-Serien küssten sich in jeweils einer Episode zwei Männer, allerdings wurden bei den betreffenden Folgen keine Alterswarnungen gezeigt. DeGeneres mutmaßte, dass es keine Warnhinweise gab, da bei ersterer Serie die entsprechende Szene einen humoristischen, Heterosexualität parodierenden Hintergrund gehabt hätte, bei zweiterer waren die betreffenden Darsteller Michael J. Fox und Michael Boatman im wahren Leben nicht homosexuell.

### Neue Ausrichtung und Ende der Serie
Die restlichen Folgen der Serie behandelten neben der Reaktion ihrer Eltern auf das Coming-out sowie der Suche nach einer neuen Arbeitsstelle vor allem das neue, homosexuelle Liebesleben Ellen Morgans und ihre neuen Erkenntnisse über die LGBT-Gemeinschaft. Diese neuen Handlungsstränge wurden unter anderem von Chaz Bono kritisiert. Bono präsentiere sich damals noch als lesbische Frau und arbeitete in der Medien-Direktion von GLAAD. Er sagte gegenüber Variety „Ellen ist so homosexuell, dass ein großer Teil unserer Gemeinschaft ausgeschlossen wird. Vieles davon ist eher ein Insider-Witz. Es ist eine Sache, eine homosexuelle Hauptfigur zu haben, aber es ist etwas anderes, wenn jede Folge konkret von homosexuellen Themen handelt. (…) Wenn eine Sendung wieder und wieder Homosexualität behandelt, wird sie zu einer gay show, und der durchschnittliche Zuschauer sieht sie sich nicht mehr an“. Nachdem einige Mitglieder der LGBT-Gemeinschaft diese Aussagen als homophob deuteten, veröffentlichte GLAAD eine Stellungnahme. Bono sei falsch verstanden worden und hätte nicht gesagt, dass die Serie zu lesbisch sei, sondern lediglich eine Theorie aufgestellt, warum Ellen bei den Zuschauern nicht mehr so erfolgreich sei.
Tatsächlich sank die durchschnittliche Quote der fünten Staffel im Vergleich zu den Vorjahren erheblich. Lag der Durchschnitt bei der dritten und vierten Staffel bei ungefähr 17 Millionen Zuschauern, so sahen sich die fünfte Staffel im Schnitt zwölf Millionen Menschen an. Zudem gestaltete sich die Finanzierung aufgrund der zurückgezogenen Sponsoren schwierig. Die Sendung wurde schließlich nach der fünften Staffel aufgrund dieser sinkenden Einschaltquoten eingestellt.

### DeGeneres’ vorübergehendes Tief
Nach dem Ende ihrer Serie hatte DeGeneres zunächst große Schwierigkeiten, weiterhin erfolgreich in der Unterhaltungsbranche tätig zu sein. Sie erhielt kaum neue Angebote als Schauspielerin, was neben ihrem Coming-out wahrscheinlich auch am Misserfolg des Films Mr. Wrong – Der Traummann wird zum Alptraum aus dem Jahr 1996 lag, in dem DeGeneres die Hauptrolle spielte. Dieser wurde von Kritikern verrissen, DeGeneres erhielt für ihre Leistung eine Nominierung in der Kategorie Schlechtester Newcomer bei den Razzie Awards. Da sie lediglich in kleineren Nebenrollen bei den Produktionen Dr. Dolittle, EDtv, Goodbye Lover und Der Liebesbrief sowie in einer Episode von Verrückt nach dir mitwirkte, fokussierte sie sich zunächst wieder auf Stand-up-Comedy, mit der sie am Anfang ihrer Karriere einem breiteren Publikum bekannt wurde. Sie tourte von den Jahren 1998 bis 2001 mit verschiedenen Comedy-Programmen durch die Vereinigten Staaten. In dieser Zeit wurde ihre Beziehung zu Anne Heche (die nach dem Bekanntgeben ihrer Verbindung mit DeGeneres ebenfalls Probleme hatte, neue Rollen zu finden) in diversen Boulevardzeitungen intensiv behandelt, was beide Frauen belastete. Im Jahr 2000 führte Heche bei einem Segment des Fernsehfilms Women Love Women Regie, in dem DeGeneres und Sharon Stone die Hauptrollen spielten. Einige Monate später trennte sich das Paar.

### DeGeneres’ Comeback
Im Jahr 2001 spielte sie in der kurzlebigen Fernsehserie The Ellen Show erneut eine (diesmal von Anfang an offen lesbische) Hauptrolle. Im selben Jahr moderierte sie im November die Emmy-Verleihung. Das Saalpublikum reagierte auf ihre Moderation der Show, die kurz nach den Anschlägen vom 11. September stattfand, mehrmals mit Beifall. Im Jahr 2003 bekam DeGeneres eine Anfrage von Andrew Stanton. Dieser bat sie, die Hauptfigur Dory in seinem neuen Animationsfilm Findet Nemo zu sprechen, da er ihre Stimme und Sprechweise beim Verfassen der Dialoge im Kopf gehabt hätte. Kritiker bewerteten den Film mehrheitlich sehr positiv und hoben dabei unter anderem die Leistung der Hauptsprecherin hervor. Für ihre Rolle als Dory erhielt DeGeneres einen Annie Award und einen Kids Choice Award in der Kategorie Bester Sprecher in einem animierten Spielfilm sowie einen Saturn Award in der Kategorie Beste Nebendarstellerin. Von 2003 bis 2022 moderierte DeGeneres mit The Ellen DeGeneres Show ihre eigene Talkshow, die 61 Emmys gewann und über 3200 Folgen umfasste. Nach einer Beziehung mit der Schauspielerin Alexandra Hedison in den Jahren 2000 bis 2004 lernte DeGeneres Portia de Rossi kennen, mit der sie seit dem 16. August 2008 verheiratet ist.
DeGeneres sagte später über die Folge: „Sie war ein riesiger Schritt in meinem Leben. Ich denke, man hat die Ehrlichkeit, die in ihr steckte, gespürt. Ich glaube, dass sie vielen Menschen geholfen hat, und ich höre immer noch von Personen, denen durch die Sendung ermöglicht wurde, ein ehrliches Gespräch mit ihren Eltern zu führen. Das ist es, was das Fernsehen letztendlich ausmacht: Es kann Gespräche anstoßen“.

### Wiedersehen der Beteiligten
Laura Dern, die in der Folge die offen lesbische Susan spielt, offenbarte in einem Interview mit DeGeneres in ihrer Talkshow aus dem Jahr 2017 anlässlich des zwanzigjährigen Jubiläums von Das Outing, dass sie nach Ausstrahlung der Folge eineinhalb Jahre lang keine Rollenangebote mehr bekam. Nichtsdestotrotz sei sie für die „außergewöhnliche Erfahrung und die Möglichkeit, an der Episode mitzuwirken, dankbar“. Oprah Winfrey war an dem Tag ebenfalls zu Gast bei DeGeneres und erinnerte sich, dass sie nach ihrem Auftritt in Das Outing mehr negative Briefe und Anrufe, vor allem rassistischer Art, erhielt als in ihrer gesamten bisherigen Karriere. Winfrey sagte, dass sie ungeachtet möglicher Kritik in der Folge mitspielte, um DeGeneres zu unterstützen, und lobte deren Ehrlichkeit und Mut. Zudem lud DeGeneres die damaligen Castmitglieder Joely Fisher, David Anthony Higgins und Clea Lewis ein, die eine Torte mitbrachten, die die Form des Time-Titelbildes (siehe Abschnitt Produktion) hatte. Fisher bezeichnete Das Outing als „unglaubliches Geschenk“, Lewis nannte die Dreharbeiten „aufregend und ein wenig beängstigend“, da am Set Sprengstoffspürhunde anwesend waren, laut Higgins wurde die Serie nach der Ankündigung von ABC zum „Mittelpunkt des homosexuellen Universums“.